# Kamuku
Die Sprache Cinda-Regi-Tiyal (ISO 639-3: cdr; auch kamuku genannt) ist eine platoide Sprache aus der Gruppe der Kainji-Sprachen, die von insgesamt 30.000 Personen in den nigerianischen Bundesstaaten Niger und Kaduna gesprochen wird. Die diese Sprache sprechende Volksgruppe nennt sich Kamuku, ein Teil von ihnen sind als Laka oder Kamuku Laka bekannt und sprechen inzwischen die Sprachen Hausa und Englisch als Muttersprache.
Die sprachliche Untergruppe Kamuku bildet sich aus insgesamt sieben Einzelsprachen. Jede dieser Sprache wird nach ihren jeweiligen, dies sind cinda (ucinda, jinda, majinda, tegina, makangara), regi und tiyal (tiyar, kuki).